# 小行星7255
小行星7255（英語：7255）是一颗围绕太阳公转的小行星。1993年11月11日，上田清二、金田宏在钏路市发现了此天体。
这颗小行星的绝对星等为225.5475672553741等。